# Недоманский, Вацлав
Вацлав Недоманский (чеш. Václav Nedomanský; 14 марта 1944, Годонин, Протекторат Богемии и Моравии) — чехословацкий хоккеист, центральный нападающий, один из лидеров сборной Чехословакии в 60-е — 70-е годы XX века. Сейчас работает скаутом клуба НХЛ «Вегас Голден Найтс».
В чемпионате Чехословакии отыграл 12 сезонов («Слован» Братислава), забросил 349 шайб в 419 матчах.
Участник десяти чемпионатов мира (1965—1974), двух олимпийских турниров (1968, 1972).
Летом 1974 года (вместе с Рихардом Фардой) совершил побег в Канаду, где осенью того же года начал выступать за клуб ВХА «Торонто Тороз». За четыре неполных сезона сыграл в чемпионатах ВХА 252 матча, набрал 253 очка (135+118).
В сезоне 1977/78 перешёл в НХЛ, где в последующих шести сезонах сыграл в общей сложности 421 матч за команды клубов «Детройт Ред Уингз», «Сент-Луис Блюз» и «Нью-Йорк Рейнджерс» и при этом набрал 278 очков (122+156).
После окончания карьеры хоккеиста тренировал немецкий «Швеннинген» и австрийский «Инсбрук». Женат, 3 детей (2 дочери и сын Вацлав).
В 1997 году был включён в Зал славы ИИХФ.
4 ноября 2008 года был принят в Зал славы чешского хоккея.
В 2014 году ледовая арена в Годонине, где начинал свою карьеру Недоманский под руководством тренера Гайоша, была переименована в Зимний стадион имени Вацлава Недоманского.
В 2019 году был включён в Зал хоккейной славы. Церемония введения состоялась 12 ноября 2019 года в Торонто. Стал вторым чехом после Доминика Гашека, удостоенным этой чести.

## Достижения
- Медаль «За заслуги» (Чехия) 1 степени (2020)[9].
- Лучший бомбардир чемпионата Чехословакии (1967, 1972, 1974).
- Чемпион мира (1972).
- Двукратный чемпион Европы (1971, 1972).
- Лучший нападающий чемпионата мира (1974).
- Включён в символическую сборную чемпионата мира (1969, 1970, 1974).
- Обладатель «Трофея Пола Дено» — игроку-джентльмену ВХА (1976).
- Член Зала славы ИИХФ (с 1997).
- Член Зала славы словацкого хоккея (с 2002).
- Член Зала славы чешского хоккея (с 2004).
- Член Зала хоккейной славы (с 2019).

## Интересные факты
- В 1968 году имело место подавление так называемой «Пражской весны» — операция «Дунай», а в марте 1969 года — пограничный конфликт на острове Даманский и очередной чемпионат мира по хоккею с шайбой, на котором победу одержала сборная СССР, но при этом сборная Чехословакии сумела дважды нанести ей поражение, а Недоманский был лидером команды[10]. Причём сам чемпионат первоначально планировалось провести в Праге, но пришлось перенести в Стокгольм, так как Международная хоккейная федерация приняла это решение, опасаясь беспорядков во время матчей. Все эти события привели к политизации хоккея и к появлению кричалок типа «Это вам не Даманский, это наш Недоманский», «У русских две проблемы — остров Даманский и хоккеист Недоманский» и тому подобных.[11]
- В ВХА играл под номером 68 в память о событиях 1968 года.